# Movimiento de los Flagelantes

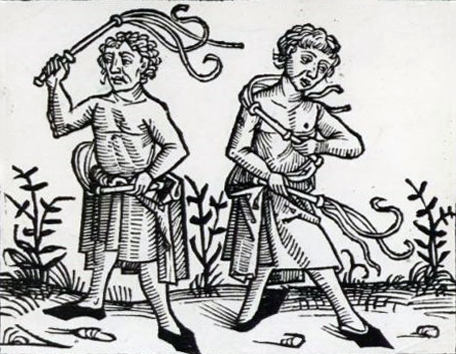
Flagelantes en un grabado del.

El movimiento de los Flagelantes surgió en la Italia de la Edad Media, promoviendo la idea de que uno podía alcanzar la salvación por méritos propios y sin ayuda de la Iglesia católica. Bastaba participar en sus procesiones de penitentes para ser absuelto de los pecados.

## Historia
Las grandes hambrunas y epidemias de la Edad Media eran consideradas en la opinión popular como un castigo divino por la corrupción de las costumbres, los pecados, el apartamiento del camino recto, etc, determinando en las conciencias un ciclo infernal. Aunque no originaban una vida moral más cristiana, determinaron movimientos de gran intensidad espiritual del tipo de los flagelantes. 
El sentimiento de incertidumbre por la vida que puede ser destruida en un instante y de un modo atroz, engendraba una sensación de provisionalidad, de finitud y la íntima convicción de que no podría construirse nada estable. El concepto del Dios del amor se transformaba en el Dios de justicia (íntimamente sentida como injusticia). La irracionalidad se imponía, originando pogromos: caza del judío, del morisco, del extranjero, incluso de leprosos; debido a la necesidad de encontrar chivos expiatorios, al odio de raza y la aversión religiosa, aunque tras ese odio se ocultaran intereses económicos y ambiciones personales que transformaban esas cacerías en auténtico odio de clase[cita requerida].

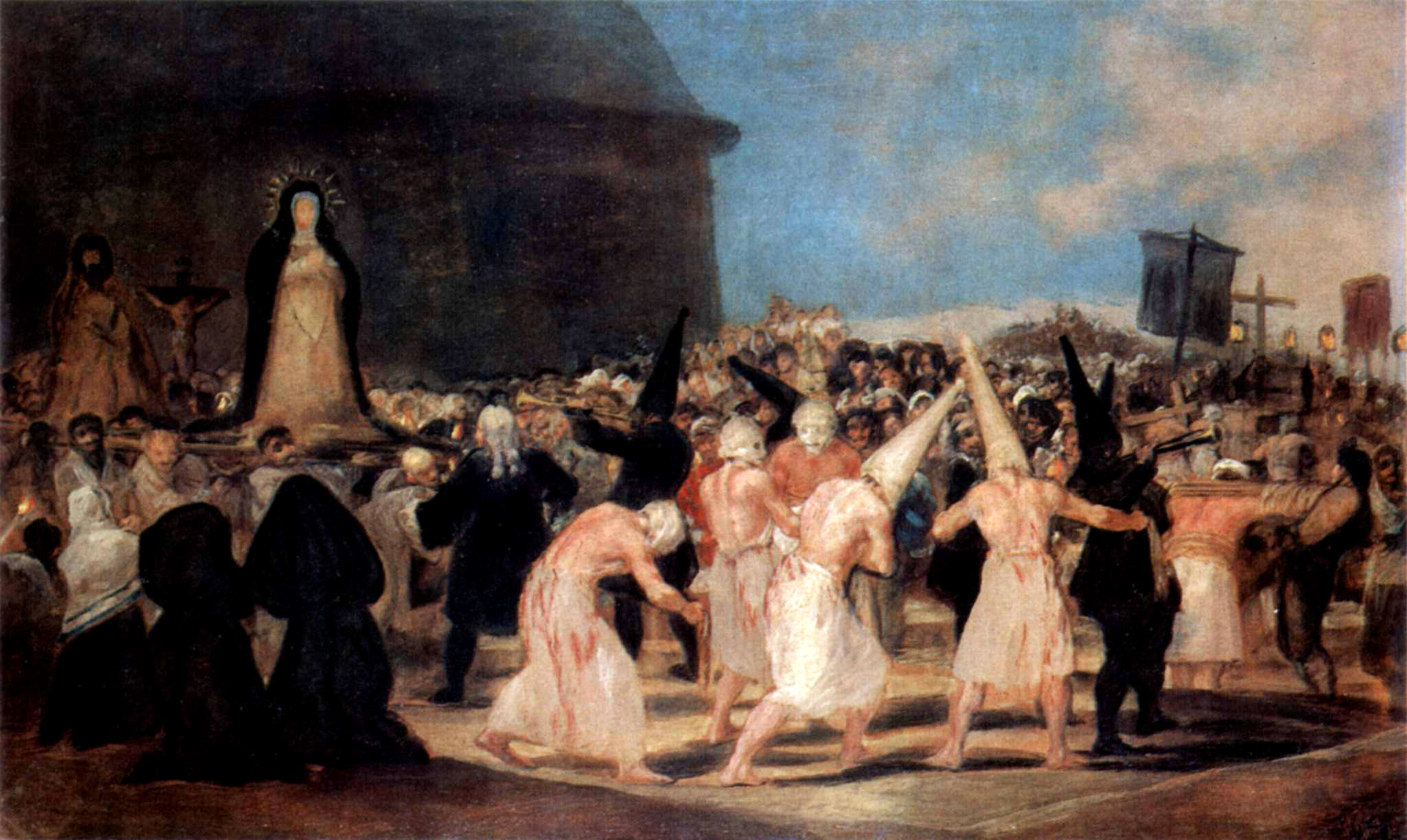
Una procesión de flagelantes, de Francisco Goya y Lucientes (1812–1819)

Las condiciones que soportaba Italia a mediados del siglo XIII eran particularmente duras: en 1258 apareció el fantasma del hambre, en 1259 un brote de peste. Por otra parte, la interminable guerra entre güelfos y gibelinos la había reducido a un estado de extrema miseria e inseguridad.

## Profecía sobre el fin del mundo
Además, el mundo estaba al borde del abismo. El año 1260 era el año apocalíptico en el que, según las profecías joaquinistas, la tercera edad de la humanidad llegaría a su meta. A medida que pasaban los meses esas esperanzas milenaristas se fueron haciendo más agudas, hasta que hacia finales del año, adquirieron un carácter desesperado e histérico.
Las procesiones de flagelantes aparecieron por primera vez en Perugia hacia el año 1260, movimiento iniciado por un ermitaño franciscano, Raniero Fasani, extendiéndose hacia el sur y el norte con tal rapidez que pareció como una súbita epidemia de remordimiento. Su impacto social fue muy grande, lo que produciría un constante incremento de sus adeptos.
Dirigidos por humildes sacerdotes, masas de hombres y mujeres, generalmente jóvenes, marchaban noche y día con estandartes y velas encendidas por la campaña y de ciudad en ciudad. Cada vez que llegaban a una se formaban en grupos delante de la iglesia y se azotaban cruelmente durante horas. Suponían que con ello iban a obtener el perdón divino y a conquistar la salvación eterna fuera del rito oficial de la iglesia católica; seguían el espíritu de renovación que debía dar inicio a la nueva edad del Espíritu. 
Dueños de un auténtico fanatismo religioso, proclamaban la inminencia de la ira de Dios contra la corrupción, predicando dura penitencia y la paz entre los partidos enfrentados. Solían recorrer las calles autoflagelándose las espaldas, llamando a los espectadores a arrepentirse y unirse en este autocastigo. En algunas partes desfilaban empuñando cirios encendidos o encorvados bajo el peso de la cruz, avanzando con la cabeza inclinada, entonando cánticos y lamentaciones.
El movimiento, con el paso del tiempo, murió en Italia de desilusión. Pero cruzó los Alpes y reapareció en las ciudades del sur de Alemania, adhiriéndose sus habitantes por centenares y creando sus propios cánticos y rituales. 
Terminó por convertirse en monopolio de los pobres, tejedores, zapateros, forjadores, etc.; y en esa medida, se convirtió en una conspiración contra el clero. Pronto el movimiento comenzó a propalar que cada uno podía alcanzar la salvación por sus propios méritos y sin ayuda de la iglesia católica. Bastaba asistir a una de las procesiones para ser absuelto de los propios pecados. Debido a ello pronto comenzaron las excomuniones contra los penitentes, siendo ayudados obispos y cardenales en la represión por los príncipes seculares.

## La peste negra
De 1347 a 1350 la peste negra asoló Europa, siendo la más atroz de las epidemias que Europa ha sufrido en su historia y causa de la probable desaparición de una tercera parte de su población. A esa gran calamidad, se añadieron las luchas civiles en Italia, el caos en Alemania y la Guerra de los Cien Años que arruinó Francia y agotó Inglaterra.
La brutal expansión de la peste negra incentivó e intensificó el resurgir del movimiento de los flagelantes, quienes estaban convencidos de que el fin del mundo estaba próximo. Viajaban en grupos organizados, unidos por votos que los obligaban a abstenerse de todo placer físico y les incitaba a soportar torturas y flagelaciones por 33 días, en memoria de los 33 años de la vida de Jesucristo. 
En la primavera de 1348 tales procesiones se organizaron en Aviñón. Era una muchedumbre de hombres y mujeres descalzos, con la cabeza cubierta de ceniza, flagelándose sin piedad. El ejemplo de Francia fue seguido en Alemania y otros países. 
Tal movimiento místico y religioso no tardó en degenerar. Los cortejos de flagelantes atrajeron lo más bajo de la sociedad, y se transformaron en expediciones de rapiña. Incluso la reunión de ambos sexos semidesnudos no carecía de peligros para las buenas costumbres. 
El movimiento fue criticado por el papa Clemente VI, quien pensaba que era una manera de cuestionar su autoridad. El sumo pontífice se enojó más cuando los flagelantes comenzaron a atacar a los judíos que encontraban en su camino, acusándolos de cometer crímenes que "hacían enojar a Dios". De esta manera, en 1346 se inició la persecución de los flagelantes, a quienes también se les culpaba por ser los "responsables" de la peste negra que se agravó en 1348. El papa condena formalmente en 1349 en su bula "Inter sollicitudines" a todos los flagelantes, declarándolos herejes. Sin embargo, no consigue erradicarlos por completo, terminando el movimiento por recibir la condena absoluta en el concilio de Constanza (1414-1418).
Por lo tanto, en Alemania y en el sur de Europa siguieron existiendo grupos de flagelantes durante más de dos siglos después de su aparición, aunque mantenían grandes diferencias entre sí. En Italia y el sur de Francia las comunidades de flagelantes florecían en todas las ciudades importantes, eran severamente ortodoxas en lo religioso y gozaban del reconocimiento de las autoridades civiles y eclesiásticas. En Alemania, en cambio, eran sospechosas de esconder tendencias herejes y revolucionarias.
Los flagelantes alemanes acabaron siendo enemigos decididos de la iglesia católica, condenando al clero y negando la autoridad sobrenatural que los sacerdotes reclamaban, pues solo ellos podían fundar su autoridad en la Biblia y las tradiciones. En cambio, los flagelantes proclamaban que habían sido enseñados directamente por el Espíritu Santo, que los había enviado a predicar por todo el mundo. Por eso, algunos grupos no vacilaron en boicotear oficios religiosos, apoderarse de las riquezas eclesiásticas y flagelar o asesinar clérigos.

## En la cultura popular
En la película Monty Python and the Holy Grail de 1975 se puede ver una parodia de esta práctica en la Edad Media en una escena donde un grupo de monjes canta Pie Jesu, mientras se golpeaban a sí mismos con tablas.
En la película de 1957, El séptimo sello del sueco Ingmar Bergman se representa a los flagelantes en medio de la epidemia de peste negra que asola Europa, una procesión de estos aparece en escena en mitad de la película denunciando que la peste sería un castigo divino ante el pecado humano.
En el videojuego Blasphemous, existen unos enemigos llamados flageradores que se inspiran en el movimiento de los flagelantes, y que pasaron de castigar sus propios cuerpo a agredir a otros con sus flagelos. 
En el universo de fantasía de juegos de mesa y rol Warhammer Fantasy, los flagelantes aparecen como un reflejo de su contraparte histórica, pregonando el fin del mundo con cánticos de desolación y luchando contra las oscuras fuerzas del Caos inspirados por su fervor religioso.